# 艾可菊斯
艾可菊斯是一個台灣兩人原住民樂團，由阿美族的Suming與魯凱族的陳世川所組成。

## 簡介
- 英文團名：Echo G.S.
- 創團日期：2003年～2004年間
- 第一首創作歌曲：402的下午

### 團名由來
由於臺灣藝術大學宿舍頂樓樓梯間回音很大，在那裡唱歌很好聽，艾可菊斯把那邊當作練習室，叫它「Echo區」。所以就用Echo G.S（艾可菊斯）這個團名，G是世川的魯凱族名字Gelresai，S是Suming。

### 音樂風格
融合拉丁的吉他，悠揚的手風琴，不時還加入笛子，以及兩人的和聲。
艾克菊斯的創作，包含原住民歌謠、Bossa Nova、拉丁等等，除了演唱，還有海洋風味的演奏曲。

## 團員
世川
- 漢名：陳世川
- 原名：Gelresai Lakalang（格勒賽．拉格浪）
- 出生地：魯凱族 Talumak（大南／達魯瑪克部落）
- 生日：1982年4月9日
- 學歷：臺灣藝術大學視覺傳達設計學系
- 演奏樂器：吉他
- 第一首創作歌：402的下午

Suming
- 漢名：姜聖民
- 原名：Suming Rupi（舒米恩．魯碧）
- 出生地：阿美族 Adolan（都蘭／阿都蘭部落）
- 生日：1978年7月17日
- 學歷：臺灣藝術大學圖文傳播藝術學系
- 演奏樂器：直笛、吉他、手風琴……等
- 兼任圖騰樂團主唱

客座鼓手／陽明
- 生日：1980年11月22日

## 音樂作品

### 合輯
- 〈眼睛眨眨〉、〈養樂多〉，收錄於合輯《美麗心民謠 想念》，野火樂集，2007年9月。
- 〈利澤簡 好美〉、〈都蘭古調〉，收錄於合輯《練習曲 原聲帶》，參拾柒度，2007年10月。

### 個人作品

#### Gelresai／陳世川
- 〈Ni Mi Ya Yi Ni Ya（怎麼會這樣）〉，收錄於合輯《台灣花》，典選音樂，2005年5月。

#### Suming／姜聖民
- 〈浪人畫家〉，收錄於合輯《遊來遊去》，如是我聞，2001年。
- 〈巴奈十九〉，收錄於合輯《美麗心民謠》，野火樂集，2006年4月，中華音樂人交流協會2006年8月份推薦單曲。

## 相關連結
- 艾可菊斯Blog （页面存档备份，存于）
- 野火樂集官方介紹

- 美麗新民謠
- 美麗新民謠 想念
- 野火樂集Blog （页面存档备份，存于）